# Scaptomyza hexasticha
Scaptomyza hexasticha är en tvåvingeart som beskrevs av Toyohi Okada 1973. Scaptomyza hexasticha ingår i släktet Scaptomyza och familjen daggflugor. Inga underarter finns listade i Catalogue of Life.